# Trofeo Edil C
Il Trofeo Edil C è una corsa in linea maschile di ciclismo su strada, organizzata dalla ASD G. S. Virtus Collecchio, è nata nel 1997 e si disputa nei dintorni di Collecchio in Emilia-Romagna, ogni anno nel mese di aprile. Fa parte del circuito UCI Europe Tour, classe 1.2.

## Storia
Nel 1996 il presidente del G. S. Virtus Collecchio Franco Manghi e Corrado Cavazzini, titolare di una impresa locale poi sponsor della corsa, accompagnarono l'allora commissario tecnico della Nazionale di ciclismo su strada Alfredo Martini e il direttore tecnico della Nazionale di ciclismo dilettanti Antonio Fusi, in un giro di perlustrazione del percorso nel Parco dei Boschi di Carrega. Nacque così l'idea di organizzare, a partire dalla primavera successiva, una gara ciclistica per gli under 23. Il trofeo prese nome dall'attività del Cavazzini che ne divenne il pàtron. Dopo alcuni anni la gara fu allargata anche alla categoria Élite e poi inserita nel calendario dell'UCI Europe Tour.

## Albo d'oro
Aggiornato all'edizione 2019.
| Anno | Vincitore                             | Secondo                               | Terzo                                 |
| ---- | ------------------------------------- | ------------------------------------- | ------------------------------------- |
| 1997 | Federico Giabbeccucci                 |                                       |                                       |
| 1998 | Michele Colleoni                      |                                       |                                       |
| 1999 | Alessandro Cortinovis                 |                                       |                                       |
| 2000 | Cristiano Parrinello                  |                                       |                                       |
| 2001 | Michele Maccanti                      |                                       |                                       |
| 2002 | Roman Luhovyj                         |                                       |                                       |
| 2003 | Mirco Lorenzetto                      |                                       |                                       |
| 2004 | Fabrice Piemontesi                    |                                       |                                       |
| 2005 | Vasil' Kiryenka                       |                                       |                                       |
| 2006 | Maurizio Biondo                       |                                       |                                       |
| 2007 | Paolo Tomaselli                       |                                       |                                       |
| 2008 | Cesare Benedetti                      |                                       |                                       |
| 2009 | Tomas Alberio                         | Alessandro Trotta                     | Pierpaolo De Negri                    |
| 2010 | Massimo Graziato                      | Matteo Busato                         | Carlos Quintero                       |
| 2011 | Mattia Pozzo                          | Maksim Averin                         | Alfio Locatelli                       |
| 2012 | Kristian Sbaragli                     | Nicola Boem                           | Matteo Busato                         |
| 2013 | Andrea Zordan                         | Davide Villella                       | Luca Benedetti                        |
| 2014 | Andrea Vaccher                        | Simone Velasco                        | Damiano Cima                          |
| 2015 | Francesco Reda                        | Simone Petilli                        | Lukas Pöstlberger                     |
| 2016 | Vincenzo Albanese                     | Leonardo Bonifazio                    | Gianluca Milani                       |
| 2017 | Marco Negrente                        | Lucas Hamilton                        | Aljaksandr Rabušėnka                  |
| 2018 | Alessandro Fedeli                     | Abderrahim Zahiri                     | Robin Meyer                           |
| 2019 | Giovanni Aleotti                      | Simone Piccolo                        | Marco Murgano                         |
| 2020 | annullata per la Pandemia di COVID-19 | annullata per la Pandemia di COVID-19 | annullata per la Pandemia di COVID-19 |

## Statistiche

### Vittorie per nazione
| Pos. | Nazione             | Vittorie |
| ---- | ------------------- | -------- |
| 1    | Italia              | 21       |
| 2    | Ucraina Bielorussia | 1        |